# Zack Gauthier
Pas d'image ? Cliquez ici

a Compétitions nationales et continentales officielles uniquement.

Dernière mise à jour le 22 septembre 2023.
Zack Gauthier, né le 31 janvier 2000 à La Tronche, est un joueur français de rugby à XV qui joue au poste de pilier gauche au FC Grenoble en Pro D2 depuis 2021.

## Biographie
Zack Gauthier naît à La Tronche dans le département de l'Isère.
Il commence le rugby dans la ville de Seyssins, à côté de Grenoble avant de continuer et de terminer sa formation au FC Grenoble.
Avec le FC Grenoble, il est champion de France juniors Crabos en 2018 en s'imposant contre le Castres olympique (20-13).
En janvier 2021, à 20 ans il dispute son premier match en professionnel avec le FC Grenoble.
En mai 2022, il signe son premier contrat professionnel au FCG et s'engage jusqu'en 2025.
Durant la saison 2022-2023, son club termine à la deuxième place de la phase régulière du championnat et se qualifie jusqu'en finale où il affronte Oyonnax. Pour ce match, Zack Gauthier est remplaçant et entre en jeu à la 52e minute mais le FC Grenoble s'incline sur le score de 14 à 3. Grenoble s'incline ensuite dans le barrage d'accession le 3 juin 2023 contre l'équipe de Top 14 de Perpignan où Zack Gauthier est titulaire.

## Palmarès
- FC Grenoble
  - Vainqueur de la Coupe René-Crabos en 2018.
  - Finaliste du Championnat de France de 2e division en 2023, 2024 et 2025.